# 任意入院
任意入院（にんいにゅういん）は、精神保健及び精神障害者福祉に関する法律に定められている精神障害者の入院形態の1つ。精神保健法の昭和63年改正で明文化された入院形式。精神科病院への入院であっても、まず本人自身のインフォームドコンセントを得ることを基本としている。
- 精神科への入院[1]
  - 自発入院 - 任意入院
  - 非自発入院
    - 措置入院 / 緊急措置入院
    - 医療保護入院 / 応急入院

## 経緯
昭和63年までは強制入院のみが法定され、患者自身の意思による入院の規定が精神衛生法の明文になかった（実態としては存在し、自由入院と呼ばれた）。
日本の栃木県宇都宮市で起きた、いわゆる「宇都宮病院事件」が、国際連合人権委員会にて討議されることになり、国際人権委員が査察に訪れ、日本の精神科病院の現状を視察した。その結果、日本国政府に対して改善勧告を出した。
それを受けて、患者の拘束や隔離という人権に関すること、社会復帰施設の創設などについて、法的に定める必要が生じ、昭和63年に精神保健法が成立した。
昭和63年には、入院者の80.3%が「同意入院(医療保護入院の旧称)」であったが、1990年には、52.9%が「任意入院」となった。その後平成10年に69.6%とほぼ7割の患者が、自分の意志で入院することになった。ただし、平成12年の統計で、「任意入院比率」を県別に比較すると、最も高いのが香川県の82.6%であり、最も低いのは新潟県の49.7%である。地域によって格差が大きい。

## 根拠条文
第33条第1項第1号、同条第4項後段、第33条の7第1項1号、同条第2項、第34条第1項、同条第3項は任意入院の根拠を第20条としているように読めるが、第38条の7第4項は第21条第1項を根拠としているように読め、平仄がとれていない。

## 要件
実体的要件としては、本人の同意（第20条）のみが規定されているが、入院治療の適応であることも要求されるのは当然である。医療保護入院や措置入院と異なって、精神保健指定医の診察を経る必要はない。同意は積極的な申し出によることなしに、入院することへの拒否がないという程度でも構わないとされる。
管理者は任意入院となるよう努めなければならない（第20条、開放処遇）というのは、専ら医療保護入院との関係においてであって、措置入院に対して優先するものではない（昭和63年厚生省健医発433号）。医療保護入院との関係については医療保護入院#要件を参照のこと。
手続としては、入院の際に、退院請求権等を記載した書面を交付することと、自ら入院する旨を記載した書面を徴することが必要である（第21条第1項）。後者の「自ら」は「入院」にかかり「記載」にはかからないとすると、自署でなくてもよいことになる。

## 効果
任意入院の患者は、開放処遇（日中に閉鎖されない、いわゆる開放病棟での処遇）を受けることを原則とし、本人が同意した場合やその他一定の場合には閉鎖病棟への入院も差し支えない（第37条第1項、昭和63年厚生省告示130号）。また、任意入院においても、必要な行動制限は、たとえ身体拘束であってもなしうる（精神保健及び精神障害者福祉に関する法律#構成も参照のこと）。
任意入院者が退院を申し出た時は退院としなければならない（第21条2項）のが原則であるが、精神保健指定医の診察のもと一定の場合に72時間を限り（特定医師の診察のときは12時間）退院制限することが可能である（第21条第3項、同条第4項後段）。通常、この規定は病状悪化等のため措置入院や医療保護入院等に切り替える準備として利用される。
上記のような行動制限、退院制限があるほか、任意入院を利用して他の入院形態における規制を潜脱する可能性（例えば、任意入院には原則として定期病状報告制度がない（第38条の3第3項参照）。）等も考えられることから、任意入院についても退院請求や処遇改善請求（第38条の4）等の不服申立手続の対象となっている。